# Paullinia elegans
Paullinia elegans är en kinesträdsväxtart. Paullinia elegans ingår i släktet Paullinia och familjen kinesträdsväxter.

## Underarter
Arten delas in i följande underarter:
- P. e. elegans
- P. e. neglecta